# 박보아
박보아(朴寶娥, 1921년 ~ 2013년 1월 7일)는 대한민국의 국악인으로 본명은 진심(眞心)이다. 
정정렬에게 판소리를 사사하고 1938년 동일창극단에 입단하였으며 1946년에 조선창극단에 입단. 《논개》,《호동왕자》에 출연했다. 1951년 여성국악동호회에 입단하여《해님달님》에 출연하고 1953년 삼성여성국극단 대표가 되어《귀공자》,《수양사의 비애》등에 출연했다. 동생 박옥진, 조양금과 삼성여성국극단을 설립하여 활동하였고, 2013년 1월 7일 김포 우리병원에서 타계하였다. 충남 풍산공원묘원에 남편인 한갑득(거문고) 명인 옆에 안장 되었다.